# Неаполітанська республіка (1799)
Неаполітанська республіка (італ. Repubblica napoletana), також Партенопейська республіка (італ. Repubblica partenopea, фр. République Parthénopéenne) — короткочасне державне утворення, проголошене в січні 1799 року неаполітанськими республіканцями, що за допомоги французьких військ скинули бурбонську монархію Неаполітанського королівства.

## Історія
Після падіння французької монархії неаполітанський король Фердинанд IV і королева Марія Кароліна в 1793 році приєднуються до першої антифранцузької коаліції, починають активне переслідування всіх, хто підозрюється в симпатіях до якобінської Франції. Незважаючи на це, в Неаполітанському королівстві республіканці отримують серйозну підтримку, насамперед серед аристократії.
В 1796 році з Францією був укладений мирний договір, проте вже в 1798, під час єгипетської експедиції Наполеона і після перемоги адмірала Нельсона в битві при Абукіра, Марія Кароліна вмовила Фердинанда почати війну з Францією ще раз. У вересні 1798 року Нельсон особисто прибув в Неаполь. Неаполітанська армія з 70 000 чоловік під командуванням австрійського генерала Карла фон Маку вже 29 жовтня увійшла в Рим, який був залишений французами і відновила папську владу. Але після раптової французької контратаки неаполітанським військам довелося відступити, і врешті-решт вони були розбиті.
Король поспішив повернутися в Неаполь. Хоча лаццароні залишалися вірні династії Бурбонів і були готові захищати її, король в паніці піднявся на борт британського Vanguard і втік зі своїм двором у Палермо. Князь Франческо Піньятеллі Стронголі прийняв місто і спалив  флот.
У місті почалися заворушення, і лаццароні почали вбивати осіб, підозрюваних у симпатіях республіці. В цих умовах, кинута своїм королем аристократія, щоб уникнути анархії, почала замислюватися про проголошення республіки під французьким протекторатом. 12 січня 1799 року Піньятеллі підписав у Спаранізе капітуляцію перед генералом Ж. Шампіонне. Коли новина про капітуляцію перед французами досягла Неаполя і провінцій, лаццароні повстали. Незважаючи на погане озброєння і низьку дисципліну, вони чинили запеклий опір. Одночасно з ними за зброю взялися і неаполітанські республіканці. 20 січня 1799 року республіканці зайняли фортецю Сант-Ельмо і французи змогли увійти в місто. 23 січня 1799 року французька армія під командуванням генерала Шампіонне увійшла в Неаполь. У цьому конфлікті втрати склали: 8000 неаполітанців і 1000 французів.
Шампіонне оголосив королівську владу скасованою і проголосив «Неаполітанську республіку». 24 січня було сформовано уряд республіки під керівництвом Карло Лауберга, який складався з 21 члена, і законодавчий корпус.
Республіка спиралася на силу французької армії. Новий уряд через постійні вимоги генералом Шампіонне грошей незабаром зіткнувся з фінансовими труднощами, вони не зуміли організувати власну армію, а його спроби «демократизації» провінції не увінчалися успіхом.
Між тим  роялісти, що втекли в Палермо направили багатого і впливового кардинала Фабріціо Руффо в Калабрію організувати контрреволюційний заколот. Він мав успіх, і зі своєю недисциплінованої, але численною «Армією віри» (Esercito Кріштіану делла Санта Феде), що складалася з розбійників, засуджених, селян і солдатів, він рушив до Неаполю. Похід його армії супроводжувався грабунками, підпалами і масовими вбивствами. Одночасно англійська ескадра підійшла до Неаполя і захопила острів Прочида, але після декількох зіткнень з республіканським флотом під командуванням Франческо Караччоло, була відкликана назад в Палермо, де очікувався напад франко-іспанського флоту.
25 квітня був прийнятий Закон про скасування феодальних прав, проте це були останні дні республіки .
Після розгрому в Північній Італії від російсько-австрійських військ, на початку травня французькі війська покинули республіку. 5 травня Руффо, за підтримки середземноморської ескадри адмірала Ушакова, рушив на столицю, звідки французи, за винятком невеликого загону, пішли. Розрізнені республіканські загони були розбиті, трималися тільки Неаполь та Пескара.
13 червня 1799 року Руффо і його війська разом з російським загоном під командою капітан-лейтенанта Григорія Беллі досягли Неаполя, і після запеклої битви на Понте-делла-Маддалена, увійшли у місто. Протягом тижня його війська грабували і вбивали населення міста. Однак роялісти не змогли встановити повний контроль над містом — залишки французьких і республіканських військ продовжували утримувати фортеці Сант-Ельмо, Кастель-Нуово і Кастель-делль'Ово, в той же час франко-іспанський флот у будь-який момент міг прийти у гавань Неаполя.
Руффо, незважаючи на вказівки королеви не вести переговори з повстанцями, почав їх і прийшов до угоди з республіканцями з їх евакуації із замків. За умовами капітуляції захисники замків могли вільно залишатися в Неаполі або безперешкодно відплисти у Тулон. 21 червня республіканці капітулювали. Неаполітанська республіка припинила своє існування.
Умови капітуляції, які гарантували амністію прихильникам республіки, не були виконані: адмірал Нельсон, 24 червня увійшов в гавань Неаполя, оголосив, що договори з бунтівниками недійсні. Руффо з обуренням заявив, що під договором стоїть не тільки його підпис, але і підписи російського та турецького комендантів, а також британського капітана Едварда Фута, і в разі відмови Нельсона визнати капітуляцію він не надасть йому допомогу у захопленні замків. 26 червня Нельсон змінив своє рішення і уповноважив Вільяма Гамільтона, британського посла, повідомити кардинала, що він не буде робити нічого, щоб розірвати перемир'я. У той же час капітан Беллі запевнив республіканців, що Нельсон не буде заважати їх евакуації. Хоча ці гарантії і були сумнівні, республіканці були задоволені і почали завантаження на приготовані для їх евакуації суду. Але 28 червня Нельсон отримав депешу з Палермо, підкоряючись якої, він захопив човни республіканців і заарештував їх.
8 липня король Фердінанд прибув з Палермо і почав розправу над республіканцями. 99 чоловік, серед них адмірал Ф. Караччоло, Ф. М. Пагано і Ст. Руссо були страчені. Понад 500 осіб були ув'язнені, і близько 350 депортовані або заслані.